# تالاسجارفي
تالاسجارفي وهي عبارة عن بحيرة متوسطة الحجم تبلغ مساحتها حوالي 22.104 كلم مربع تقع هذه البحيرة في منطقة تجمعات المياه الرئيسية كيميجوكي. وهي تقع في منطقة سافو الشمالية في دولة فنلندا.